# Chalepides eucephalus
Chalepides eucephalus är en skalbaggsart som beskrevs av Thomas Casey 1915. Chalepides eucephalus ingår i släktet Chalepides och familjen Dynastidae. Inga underarter finns listade i Catalogue of Life.